# Charistvala
Charistvala  (Georgisch: ხარისთვალა) is een zogeheten 'nederzetting met stedelijk karakter' (daba) in het noordwesten van Georgië zonder permanente bewoning, gelegen in de gemeente Ambrolaoeri (regio Ratsja-Letsjchoemi en Kvemo Svaneti). De verlaten nederzetting ligt op 1150 meter boven zeeniveau aan de oever van het Sjaori-reservoir, ongeveer 20 kilometer ten zuiden van het gemeentelijk centrum Ambrolaoeri en 5 kilometer ten noorden van de 1217 meter hoge Nakerala-pas.

## Geschiedenis
De nederzetting ontstond in de jaren 1950 als vestigingsplaats voor arbeiders en geologen die betrokken waren bij de bouw van de Sjaori-Tkiboeli waterkrachtketen. Het Tkiboeli-reservoir ligt 13 kilometer naar het zuidwesten en 600 meter lager in de regio Imereti. Dit verval is de basis van de waterkrachtcentrale die in 1955 werd geopend. In deze periode zag de Georgische Sovjetregering het gezondheidskarakter van het Sjaori-gebied in en wees het aan als een vakantie- en gezondheidsbestemming. Zoals gebruikelijk in die tijd verwierf Charistvala daarmee in 1956 de status van 'nederzetting met stedelijk karakter' (დაბა, daba). Met de voltooiing van het waterkrachtproject verdwenen de bewoners net zo hard als ze kwamen. Er werden geen serieuze kuur- en vakantieoordactiviteiten ontplooid, en met de crisisjaren na de Georgische onafhankelijkheid in 1991 verdwenen de laatste inwoners en is de nederzetting sindsdien ontvolkt. 
Na de Rozenrevolutie van 2003 zijn er regelmatig grote ontwikkelingsplannen aangekondigd, maar daar is anno 2022 niets van terechtgekomen, behalve de bouw van één bescheiden hotel. Binnen de gemeente Ambrolaoeri is Charistvala administratief deel van de Nikortsminda gemeenschap (თემი, temi), samen met de dorpen Katsjaeti en Nikortsminda, bekend van de Nikortsminda-kathedraal.

## Geografie
De nederzetting ligt op een hoog gelegen karstplateau dat deel uitmaakt van het Ratsjagebergte. In een ondiepe depressie in dit plateau ligt het Sjaori-reservoir het grootste meer in Ratsja-Letsjchoemi en Kvemo Svaneti, op een hoogte van ongeveer 1150 meter boven zeeniveau. Het reservoir is ontstaan door het plaatsen van een aarden dam in de noordwestelijke hoek van de depressie in het plateau en wordt voornamelijk gevoed door grondwater. De depressie bevatte oorspronkelijk een paar kleinere meertjes: Charistvala en Dzrochistvala. Het Sjaori-reservoir heeft een oppervlakte van circa 9 km² en een maximale diepte van 14 meter. Het is het bovenste deel van de Sjaori-Tkiboeli waterkrachtketen.
Ten zuiden van het stuwmeer ligt de Nakeralabergrug, een kalksteengebergte dat deel uitmaakt van het Ratsjagebergte met steile kliffen aan de zuidkant met een hoogte van 300 tot 600 meter. Bij Charistvala loopt de nationale route Sh17 (Ambrolaoeri - Tkiboeli - Koetaisi) over de 1217 meter hoge Nakerala-pas.

## Demografie
Charistvala heeft volgens de statistieken van 2024 geen permanente bevolking.
| Aantal                                       | - | 827 | 134 | 65 | 26 | 4 | 0 | 0 | 0 |
| Data: population statistics cities and towns |   |     |     |    |    |   |   |   |   |

## Vervoer
Charistvala ligt aan de nationale route Sh17 (Koetaisi - Tkiboeli - Ambrolaoeri), een belangrijke interregionale verbinding voor Ratsja-Letsjchoemi en Kvemo Svaneti. Het dichtstbijzijnde treinstation is sinds 1887 in Tkiboeli, het eindpunt van de lijn uit Koetaisi.